# وایتس‌برا (آلاباما)
وایتس‌برا (به انگلیسی: Whitesboro) شهرکی در شهرستان اتوا ایالت آلاباما است که مساحت آن ۴۵٫۳۴ کیلومترمربع است و در سرشماری سال ۲۰۱۰ میلادی، ۲٬۱۳۸ نفر جمعیت داشته و تراکم جمعیتی آن، ۴۷٫۱۵ در کیلومترمربع بوده است.